# THE MUSIC DAY 2019 時代
『THE MUSIC DAY 2019 時代』（ザ・ミュージック・デイ 2019 じだい）は、日本テレビ系列で2019年7月6日 13:30 - 22:54（JST）に生放送されたの通算7回目の『THE MUSIC DAY』。

## 概要
総合司会は前年に引き続き櫻井翔が、進行は羽鳥慎一、今回から水卜麻美（日本テレビアナウンサー）が務める。

## 出演者

### 総合司会
- 櫻井翔

### 進行
- 羽鳥慎一
- 水卜麻美（日本テレビアナウンサー）

### NEXTゲート
- バカリズム
- 辻岡義堂（日本テレビアナウンサー）

### 出演アーティスト
幕張メッセ・イベントホール
- アグネス・チャン
- アニー（岡菜々子・山﨑玲奈）
- 嵐
- AKB48
- 荻野目洋子
- 小野正利
- GAO
- 葛城ユキ
- KAT-TUN[注 1]
- 関ジャニ∞[注 2]
- 氣志團
- Kis-My-Ft2
- 木村カエラ
- 清塚信也
- 桐谷健太
- King & Prince
- 倉木麻衣
- GLAY
- 小柳ゆき
- ザ・コインロッカーズ
- さだまさし
- 三代目 J SOUL BROTHERS from EXILE TRIBE
- THE ALFEE
- GENERATIONS from EXILE TRIBE
- GENERATIONS from EXILE TRIBE vs THE RAMPAGE from EXILE TRIBE
- 嶋大輔
- 島津亜矢
- ジャニーズWEST[注 3]
- 少年忍者（ジャニーズJr.）
- スキマスイッチ
- Sexy Zone[注 4]
- DA PUMP
- DAOKO × MIYAVI
- TUBE
- なちゅ
- 夏川りみ
- 西田敏行
- NEWS
- 乃木坂46
- HiHi Jets（ジャニーズJr.）
- Perfume
- 美 少年（ジャニーズJr.）
- ピコ太郎
- BiSH
- 尾藤イサオ
- 日向坂46
- 広瀬香美
- ファンキー加藤
- Hey! Say! JUMP
- ポルノグラフィティ
- MAX
- 松平健
- 松本伊代
- 三浦大知
- 森高千里
- 八代亜紀

リポーター（幕張メッセ・イベントホール）
- チョコレートプラネット（長田庄平・松尾駿）

スペシャルメドレーMC（幕張メッセ・イベントホール）
- 天龍源一郎（ハスキーボイスメドレー）
- 徳光和夫（日本縦断 47都道府県メドレー）

ゲスト（幕張メッセ・イベントホール）
- 小池栄子
- 指原莉乃
- 城島茂（TOKIO）
- 田中圭
- ニッチロー'
- 蜷川実花
- 藤原竜也
- 稲垣啓太・堀江翔太・福岡堅樹（ラグビー日本代表）
- 植草歩（空手組手選手）

E.YAZAWA SPECIAL★EVENT ONE NIGHT SHOW 2019
（幕張メッセ・国際展示場）
- 矢沢永吉
- 綾小路翔
- 奥田民生
- KREVA
- 東京スカパラダイスオーケストラ
- MIYAVI

東京ドイツ村
- 岡本真夜
- はなわ
- Little Glee Monster

BTS WORLD TOUR 'LOVE YOURSELF SPEAK YOURSELF'
（大阪・ヤンマースタジアム長居）中継協力：読売テレビ
- BTS

欅共和国2019
（富士急ハイランド・コニファーフォレスト）中継協力：山梨放送
- 欅坂46

裏配信・大魔王の部屋（幕張メッセ）
- 古坂大魔王
- 青木源太（当時・日本テレビアナウンサー）
- 市來玲奈（日本テレビアナウンサー）
- SASUKE（トラックメーカー・歌手）
- アンジョー（MZM）
- かしこまり
- カミナリアイ（ヤッターマン）
- 銀河アリス
- コーサカ（MZM）
- 電脳少女シロ
- バーチャルゴリラ
- ボヤッキー（ヤッターマン）
- ミライアカリ
- YuNi

## スタッフ
- ナレーター：林田尚親
- 技術統括：木村博靖
- 美術統括：栗原純二
- ＜汐留本社 SVサブ＞
  - TD：天内理絵
  - SW：北折雅人、後村武
  - MIX：高木哲郎、清水秀明、榊原大輔
  - VE：三橋崇弘
  - TK・DSS：山際慎子、山岸由佳、神保よしみ、太田美沙、伊村佳恵
  - ECG：滝澤美奈子、宮前芳恵、今泉瑞希、齋藤さやか、吉本江里菜
  - 音効：杉山謙一郎、相田恵美子
  - AD：出野晧平、阪本唯、越山理志
  - VTR出しディレクター：八隅秀哲、堀川貴史
  - ノンリニア：板垣和之
  - VIZ：中村桂子、狩野博貴、齊藤利紀、坂口剛謙
  - ディレクター：山下聖司、井上将司、蒲龍太郎、小松正樹
  - プロデューサー：原司、渡邊文哉
- ＜本社S4サブ GEM＞
  - TD：渡邊佳寛
  - SW：日向野崇
  - MIX：大島康彦
  - TK：奈良里美
  - 中継担当：飯泉亜希子、今井蘭泉、澤野英美
  - ディレクター：渡辺邦宏
  - プロデューサー：齋藤順二郎
- ＜山梨コニファーフォレスト 欅坂46ライブ中継＞
  - TD：橋詰聖仁
  - CAM：高木亮
  - MIX：南雲長忠
  - VE：寺井赳博
  - フロアディレクター：萩原哲也
  - ディレクター：岩田宣之、橋村和幸
  - 演出・プロデューサー：藤本弘志
  - プロデューサー：今井康則、黒岩敏一
- ＜BTS大阪 生中継＞
  - TD：田口徹、松浦正和
  - AUD：杉浦学
  - 技術協力：讀賣テレビ放送、promax、Gclef、ヒビノサウンド
  - ディレクター：新井章司、並河和奈
  - プロデューサー：横澤俊之、高橋正昭
- ＜東京ドイツ村 中継＞
  - TD：小野敏之
  - SW：小林宏義
  - カメラ：石渡裕二、内山啓基
  - MIX：加賀金重郎
  - PA：吉田岳
  - 照明：名取孝昌
  - AP：峯亜希子
  - TK：長谷川和美
  - ディレクター：安達穣史、諏訪裕紀
  - プロデューサー：小林拓弘、豊永満
  - 演出：徳永清孝
- ＜E.YAZAWA SPECIAL EVENT ONE NIGHT SHOW 2019中継＞
  - TP：中野功士
  - TD：吉田勝
  - SW：佐藤尚武
  - カメラ：石坂幸太郎
  - VE：山下幸男
  - サウンドプロデューサー：大島草太
  - サウンドディレクター：長野健
  - 特機：江津千秋
  - イベント制作：小田次朗
  - イベント運営：入江敦郎
  - ディレクター：星野克己、森貴志
  - FM：山下達磨
  - プロデューサー：渡辺健太郎、山崎みみ
  - イベントプロデューサー：依田謙一
  - 中継車ディレクター・プロデューサー：藤本弘志
- ＜嵐にしやがれコラボ企画＞
  - ナレーター：立木文彦
  - 美術プロデューサー：葛西剛太
  - デザイン：北村春美
  - AP：塩水可菜子、平山美由紀、笹村啓太
  - ディレクター：鈴木和昭、石﨑史郎、金光豪、伊澤翔太
  - プロデューサー：國谷茉莉、古賀絢子、大橋あり
  - 演出：古立善之
- ＜坂崎茂企画＞
  - ディレクター：那須太輔、加藤健太、児玉彩
- ＜アーティスト・アバター企画＞
  - ディレクター：塚田直之
  - AD：利元智幸
  - プロデューサー：井上伸正
  - 技術提供：ワントゥーテン／VRC
- ＜恐竜企画＞
  - ディレクター：大井章生、波多野俊介、市川祐希
  - プロデューサー：菅原めぐみ
- ＜幕張メッセイベントホール＞
  - 美術プロデューサー：大川朋(明)子
  - 美術デザイン：平岡真穂、波多野真理
  - 舞台装置：石原隆、金丸真士
  - 特効：内山栄一
  - 大道具：泉慎一、才原裕二
  - 小道具：伊沢英樹
  - アクリル装飾：松本健、山田隼人
  - 電飾：平ノ内厚夫、糸数青祥
  - 花飾：花香恭子
  - レーザー：三嶋健二
  - 楽器：佐藤継信
  - 総合TD：鈴木昭博
  - TD：小澤郁彌
  - SW：吉田健治、鈴木健司
  - カメラ：福田伸一郎、矢作陽一
  - 特機：加藤卓也
  - VE：沼田広美、高橋卓
  - 音効：岡崎宏、西谷香澄
  - MIX：原秀彰、杉村理紗
  - PA：内藤甲斐
  - モニター：一由雄太、吉邑光司
  - 照明：谷田部恵美、小笠原雅登、鈴木亮
- 美術・技術協力：日テレアート、NiTRO、エス・アイ・エス、共立、日放、テレテック、タムコ、テックトラスト、ジャパンテレビ、KDDI、シミズオクト、中央宣伝企画、テルミック、三響社、ヤマモリ、いち屋
- 制作協力：AX-ON、アガサス、いまじん、オフィス・ケーアール、ゴッドキッズ、シオン、創輝、モスキート
- 運営：光岡裕子、脇阪真琴、鈴木涼介、佐々木有雅、井原美貴、山崎李奈
- CGデザイン：古川滋彦、崔智允、水落功真、藤井真吾、白鳥優莉
- デジタルコンテンツ展開：中村光祐、椿原麻恵、山本浩伸、石川甚敬
- 協力：フォアキャスト・コミュニケーションズ
- 情報提供：オリコン
- GEM：明比雪、許雅琪
- 編成：天野英明、岩崎秀紀
- 宣伝：沖絵未
- 営業：鈴木信
- 幕張メッセプロデューサー：笹部智大、廣瀬由紀子、吉無田剛、合田伊知郎、渡辺卓郎、齋藤久美子、前田直敬、本橋武夫、吉田一浩、内藤智子
- 構成：桝本壮志、川上トリオ、木南広明、成瀬正人
- デスク：西端薫、小原麻実、津下佳子、岡田真美、石田貴子
- TK：桜井えみこ、田中彩
- AD：田中もも、巻下歩夢、町田有、廣本諒介、新井美咲、阿比留ほのほ、山口拓朗、南斉岬、岩﨑林太郎
- FM：氣賀澤宏隆、新井万季、田村幸大、上野詩織、廣瀬隆太郎
- 制作進行：斎籐寿
- AP：橋本隆、大塚明、山崎佑里子、北村桃子、和田裕子
- ディレクター：藤戸星妃、阿部聡、錦織信彦、比嘉智樹、庄司名衣、松本匡貴、稲元雅俊、小田葉月、唐川海咲、熊谷光(航)太郎、小倉寛太、西本幸平、河村哲平、佐々木万(真)由子
- 音楽演出：渡邉友一郎
- 演出：渡辺春佳
- 番組企画プロデューサー：高谷和男
- プロデューサー：宮崎慶洋、伊藤茉莉衣、杉山直樹、福田一寛、久道恵、山本めぐ、岩崎小夜子、森下典子、高尾あずみ、清千里
- 総合プロデューサー：江成真二
- 総合演出：髙橋利之
- チーフプロデューサー：道坂忠久、川邊昭宏
- 製作著作：日本テレビ

## その他
- 視聴率はPart1・2・3・4でそれぞれ7.9%、10.0%、11.5%、16.3%を記録した（ビデオリサーチ調べ、関東地区・世帯・リアルタイム）[1]。
- Part1内で「レスリングプレーオフ 世界選手権代表決定戦〜伊調 vs 川井 最終決戦〜」（和光市総合体育館から中継）を挿入した[2]。
- KAT-TUNは当初、香港からの生中継による出演を予定していたが、直前の6月に発生した逃亡犯条例改正案を巡る大規模デモの影響を受けて、幕張メッセからの出演に変更となった[3][4]。
- 今回も「裏配信★大魔王の部屋」と10個のスペシャルメドレーが行われた。メドレーのラインナップは「日本一周都道府県メドレー」「肩関節メドレー」「ハスキーボイスメドレー」「ツッパリメドレー」「ハイトーンメドレー」「歴代アイドルメドレー[注 5]」「ジャニーズシャッフルデビュー曲メドレー（2部構成）」「ピアノメドレー」「再生1億回超えメドレー」
- トップバッターははなわ、大トリは嵐が務めた。

## 関連番組
- 嵐にしやがれ

当番組の総合司会を務める櫻井翔が嵐としてレギュラー出演していたバラエティ番組。